# Hōfu
Hōfu (japanisch 防府市, -shi) ist eine Stadt in der Präfektur Yamaguchi in Japan.
Die Stadt wurde am 25. August 1936 gegründet.

## Geographie
Hōfu liegt südlich von Yamaguchi an der Seto-Inlandsee.

## Sehenswürdigkeiten
- Hōfu Tenman-gū (防府天満宮)

## Städtepartnerschaften
- Akitakata, Hiroshima, Japan seit 16. Juli 1971[1]
- Chuncheon, Gangwon-do, Südkorea seit 29. Oktober 1991[2]
- Monroe, Michigan, Vereinigte Staaten, seit 29. Mai 1993[3]

## Söhne und Töchter der Stadt
- Taneda Santōka (1882–1940), Haiku-Schriftsteller
- Nobuko Takagi (* 1946), Schriftstellerin
- Yuka Takashima (* 1988), Langstreckenläuferin

## Verkehr
- Straße:
  - Nationalstraße 2, nach Osaka oder Kitakyūshū
- Zug:
  - JR Sanyō-Hauptlinie, nach Kōbe oder Shimonoseki

## Weblinks

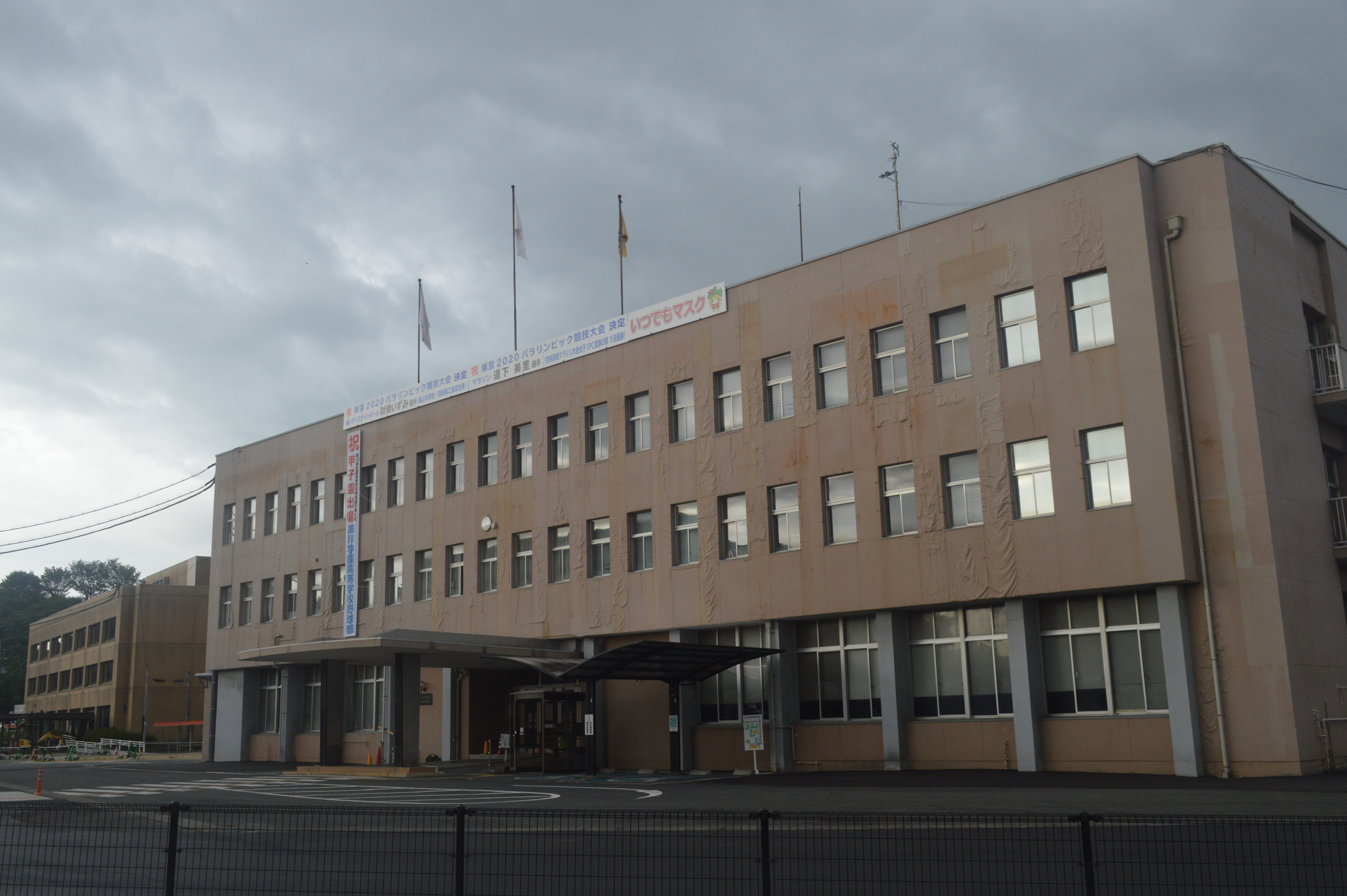
Das Rathaus von Hofu befindet sich in 7-1 Kotobukicho, Stadt Hofu, Präfektur Yamaguchi.

## Angrenzende Städte und Gemeinden
- Yamaguchi
- Shūnan